# WordPerfect
WordPerfect – procesor tekstu powstały w 1982 roku, w firmie WordPerfect Corporation, którego szczyt popularności przypada na
lata 80. i początek lat 90. XX wieku, w okresie panowania systemu operacyjnego DOS. Później edytor ten został stopniowo wyparty z rynku przez Microsoft Word. WordPerfect przez długi czas był najpopularniejszym narzędziem do przetwarzania tekstu, detronizując inny znany standard z tamtej epoki – edytor WordStar.
Pierwsze wersje WordPerfecta, do początku lat 90., były przeznaczone wyłącznie dla środowiska DOS. WordPerfect znacznie wyprzedzał konkurencyjne produkty z owego okresu, włącznie z rozwijanym przez Microsoft edytorem Word. Swoją popularność zawdzięczał bardzo rozwiniętym narzędziom biurowym i akademickim. 
Wersja 5.1+ edytora (5.1 doczekała się także polskiej wersji językowej), była ostatnią odsłoną programu wyłącznie dla środowiska znakowego, aczkolwiek powstała jeszcze wersja 6.x dla DOS pracująca w trybie tekstowym lub graficznym. Word Perfect dla DOS posługiwał się własnym standardem znaków – obejmującym poza ASCII znaki narodowe różnych alfabetów, fonetyczne i matematyczne.
Momentem przełomowym stało się wprowadzenie pierwszych edytorów dla środowiska graficznego Windows – pierwszym produktem był AmiPro, przejęty potem przez firmę Lotus, kolejnym Word dla Windows, który zapoczątkował okres supremacji Microsoftu. WordPerfect Corporation przygotowała najpierw wersję 5.1 dla Windows (wersja „awaryjna” – nie miała np. zmiany wielkości widoku itd), Następnie 5.2, a potem 6.0, które jednak pozostawały w tyle za edytorami Microsoftu pod względem szybkości i stabilności.
WordPerfect Corporation została w czerwcu 1994 roku zakupiona przez producenta oprogramowania sieciowego Novell, który położył nacisk na rozwój całego pakietu biurowego WordPerfect Office, składającego się z edytora, arkusza kalkulacyjnego Quattro Pro (przejętego od firmy Borland) i opracowanego jeszcze w WP Corp. pakietu grafiki prezentacyjnej o nazwie Presentations. Nowością było zintegrowanie WordPerfecta z programem Envoy, konkurencyjnym dla PDF sterownikiem do tworzenia publikacji elektronicznych.
W styczniu 1996 roku produkty biurowe WordPerfecta zostały sprzedane firmie Corel, która do dzisiaj rozwija pakiet WordPerfect Office. W międzyczasie pojawiła się pierwsza wersja edytora (v. 8.0) dla systemu operacyjnego Linux, która była oferowana jako produkt darmowy. W 1996 roku pojawiła się także wersja dla komputerów Macintosh.
Niepowodzeniem zakończyło się wprowadzenie programu do zarządzania informacją osobistą CorelCentral w pakiecie WordPerfect Office 12, który był nieudaną próbą zastąpienia opracowanego jeszcze w WP Corp. InfoCentrala. Rozwój tego ostatniego programu został wstrzymany w 1997 roku, ale do dzisiaj InfoCentral jest dostępny jako program darmowy.
W 2010 r. WordPerfect dostępny był w wersji WordPerfect Office X5 i składał się z edytora, arkusza kalkulacyjnego, programu prezentacyjnego, programu pocztowego WordPerfect MAIL, a także szeregu pomniejszych aplikacji wspomagających.
WordPerfect był przez wiele lat czołowym narzędziem biurowym i akademickim, jednak w środowisku Windows został wyraźnie zdystansowany przez MS Word – tym niemniej liczba legalnych użytkowników WordPerfecta jest szacowana na kilkadziesiąt milionów. Do zalet edytora, oprócz tradycyjnie silnych narzędzi dla środowiska biurowego i uczelnianego, należy zaliczyć bardzo udaną, własną implementację formatu Portable Document Format, dzięki której można przetwarzać dokumenty WordPerfecta do postaci publikacji elektronicznych, z zachowaniem pełnego systemu nawigacyjnego. Godna podkreślenia jest wierność klienteli WordPerfecta, która przez kilkanaście lat była jedną ze sztandarowych rynkowych cech tego produktu. WordPerfect dla Windows był dostępny w polskiej wersji językowej jedynie jako WordPerfect 6.1 dla Windows 3.1. Od wersji 10 program zawiera jednak ponownie niektóre polskie narzędzia językowe.

## WordPerfect aUnicode
WordPerfect nawet w ostatniej wersji nie obsługuje standardu Unicode.
Wersje dla systemu DOS potrafiły obsługiwać znaki spoza ASCII za pomocą systemu znaków WordPerfecta, czyli osobnego zestawu znaków zawierających znaki narodowe bądź symbole specjalne.
W wersjach dla Windows zaimplementowano to rozwiązanie poprzez stworzenie zestawów czcionek TrueType o nazwach zaczynających się od liter WP (np. WPMultinationalA Roman) zawierających te znaki – gdy użytkownik wprowadzał taki znak, WordPerfect automatycznie wprowadzał znaczek z odpowiedniego zestawu (ponadto odpowiednio napisano narzędzia językowe).
Okazało się, że powyższe rozwiązanie miało liczne wady:
- niska jakość czcionek WP (były one opracowywane w pośpiechu), przez co znaczki WordPerfecta nie wyglądały dobrze graficznie;
- brak możliwości stosowania znaków narodowych odpowiadających różnym krojom czcionek – znaki te zostały opracowane tylko dla krojów Times Roman, Arial/Helvetica i Courier, więc dla innych krojów WordPerfect stosował któryś z tych 3 zestawów, co było mniej lub bardziej widoczne;
- brak możliwości właściwej obsługi kursywy i pogrubienia – nie opracowano odmian kursywnych i pogrubionych czcionek WP, co nierzadko powodowało różnice między znakiem narodowym a odpowiadającym mu znakiem łacińskim (np. w kroju Times Roman kursywne „a” różni się znacznie od prostego „a”, a ponieważ nie było odmiany kursywnej kroju WPMultinationalA Roman, to kursywne „ą” było tylko pochylonym prostym „ą” i różniło się kompletnie od kursywnego „a”);
- problemy z właściwą obsługą plików utworzonych przez WordPerfect (np. plików w formacie Worda, czy plików PDF w późniejszym okresie) w systemach, gdzie nie były zainstalowane czcionki WP (których na dodatek aż do wersji 11 nie można było osadzić w dokumencie) – programiści WordPerfecta nie zastosowali tutaj konwersji znaków WordPerfecta tylko prostą informację o zmianie czcionki w celu wstawienia znaczka, co powodowało:
  - niemożność właściwego wyświetlania i wydrukowania danego znaku (np. czytnik plików PDF natrafiwszy na informację o zastosowaniu czcionki WPMultinationalA Roman w sytuacji jej braku stosował najpodobniejszą czcionkę Times Roman, ale ponieważ kody znaków w czcionkach WP są kompletnie niezgodne z kodami Unicode, to wyświetlany znak nie miał nic wspólnego np. ze znakiem narodowym);
  - nieprawidłowe działanie narzędzi językowych, ponieważ kody znaków w czcionkach WP są kompletnie niezgodne z kodami Unicode, na których operowały narzędzia Worda.

Ponadto w wersjach WordPerfecta od 8 do 11 przy ich wprowadzaniu na rynek regularnie powielano błąd związany z niewłaściwą konwersją kodów Unicode na znaki WordPerfecta np. przy imporcie plików Worda. Programiści WordPerfecta przy konwersji dwubajtowych kodów znaków Unicode zastosowali automatyczne obcinanie bardziej znaczącego bajtu kodu znaku. Rozwiązanie to dawało poprawne rezultaty dla kodów znaków Unicode do 255 (czyli np. znaków stosowanych w językach zachodnioeuropejskich), ale kompletnie zawodziło w przypadku znaków o kodach > 255 (czyli np. „polskich znaków”), ponieważ tam bardziej znaczący bajt nie jest zerowy. Przy wprowadzaniu kolejnych Service Packów dla danej wersji WordPerfecta błąd ten korygowano, ale i tak przy wprowadzaniu nowej wersji wszystko zaczynało się od początku.
W wersjach WordPerfecta począwszy od 12 (12, X3, X4 i X5) zaczęto wprowadzać obsługę części znaków z zakresu Unicode w podobny sposób, jak w innych edytorach. Obecnie obsługiwane są tak znaki narodowe stosowane w odmianach alfabetu łacińskiego (np. „polskie litery”), alfabet grecki i cyrylica, a także niektóre znaki specjalne (np. matematyczne). W przypadku pozostałych znaków nadal jednak stosowane są znaczki WordPerfecta.
Corel wzbrania się przed wprowadzeniem pełnej obsługi standardu Unicode, ponieważ taki plik byłby nieczytelny dla starszych wersji WordPerfecta (podobnie jak było przy przechodzeniu z Worda 95 na 97, czy w mniejszym stopniu z 2003 na 2007). Plik zapisany w wersji z częściową obsługą Unicode (np. X5) jest możliwy do odczytu przez wersję bez tej możliwości (np. 11) – znaki Unicode nie zostaną właściwie odczytane i użytkownik będzie je musiał poprawić.

## Przyczyny marginalizacji WordPerfecta
Istnieje kilka przyczyn, które doprowadziły do marginalizacji WordPerfecta:
- zmiany właściciela (Novell, Corel) – przez co uległ opóźnieniu o kilka lat (1991–1996) rozwój pakietu;
- brak obsługi Unicode;
- niewłaściwy cykl wprowadzania na rynek wersji od 7 do 11 – Corel intensyfikował prace nad nową wersją dopiero po ukazaniu się wersji beta Worda (wynikało to z tego, że WordPerfect miał mieć te same funkcje, co dana wersja Worda, tylko bardziej rozbudowane, np. WordPerfect miał kilka razy więcej clipartów i kreatorów niż odpowiednia wersja Worda). Ponadto nową wersję WordPerfecta wprowadzano na rynek miesiąc przed premierą danej wersji Worda. Takie skrócenie czasu opracowywania nowej wersji powodowało, że na rynku pojawiał się program mający liczne błędy (często dość trywialne – np. wersja 10 WordPerfecta nie uruchamiała się w systemie Windows 2000) i dana wersja WordPerfecta do poważniejszej pracy zaczynała się nadawać dopiero po zastosowaniu kilkuset MB poprawek eliminujących te błędy. W rezultacie użytkownicy nie chcieli zostawać przymusowymi beta testerami i niechętnie nabywali nowe wersje (niemały odsetek użytkowników WordPerfecta nadal korzysta z wersji 5.x i 6.x). Począwszy od wersji 12 zmieniono schemat wprowadzania nowych wersji WordPerfecta – są one teraz wprowadzane niedługo po wprowadzeniu na rynek wersji CorelDRAW o tym samym numerze. Rozwiązanie to zmniejszyło liczbę błędów w nowych wersjach (porównywalna z liczbą błędów w Wordzie), ale nadal użytkownicy nie pozbyli się obaw.